# The Return of the Spice Girls
Return of the Spice Girls – ostatnia trasa koncertowa Spice Girls, która odbyła się
zimą na przełomie 2007 i 2008 r. Na trasie zespół zarobił łącznie 70 000 000 $.

## Program koncertów
1. „Spice Up Your Life”
2. „Stop”
3. „Say You’ll Be There”
4. „Headlines (Friendship Never Ends)”
5. „The Lady Is A Vamp”
6. „Too Much”
7. „2 Become 1”
8. „Who Do You Think You Are”
9. „Catwalk” (taneczne interludium)
10. „Are You Gonna Go My Way”  (Melanie Brown solo)
11. „Maybe”  (Emma Bunton solo)
12. „Viva Forever”
13. „Holler”
14. „It’s Raining Men” (Geri Halliwel solo)
15. „I Turn To You” (Melanie Chisholm solo)
16. „Let Love Lead the Way”
17. „Mama”
18. Celebration Day:
  1. „Celebration”
  2. „Shake Your Body (Down to the Ground)”
  3. „That’s the Way (I Like It)”
  4. „We Are Family”
19. „Goodbye”

Bisy:
1. „If U Can’t Dance”
2. „Wannabe”
3. „Spice Up Your Life” (repryza)

## Lista koncertów

### Koncerty w 2007

#### Ameryka Północna
- 2 grudnia – Vancouver, Kanada – General Motors Place
- 4 grudnia – San Jose, Kalifornia, USA – HP Pavilion at San Jose
- 5 i 7 grudnia – Los Angeles, Kalifornia, USA – Staples Center
- 8, 9 i 11 grudnia – Las Vegas, Nevada, USA – Mandalay Bay Events Center

#### Europa
- 15, 16 i 18 grudnia – Londyn, Anglia – The O2 Arena
- 20 grudnia – Kolonia, Niemcy – Kölnarena
- 23 grudnia – Madryt, Hiszpania – Telefónica Arena

### Koncerty w 2008

#### Europa
- 2, 3, 4, 6, 8, 9, 11, 12, 13, 15, 16, 18, 20 i 22 stycznia – Londyn, Anglia – The O2 Arena
- 23, 24 i 26 stycznia – Manchester, Anglia – MEN Arena

#### Ameryka Północna
- 30 stycznia – Boston, Massachusetts, USA – TD Banknorth Garden
- 31 stycznia – Montreal, Kanada – Bell Centre
- 3 i 4 lutego – Toronto, Kanada – Air Canada Centre
- 6 i 7 lutego – Uniondale, Nowy Jork – Nassau Veterans Memorial Coliseum
- 10 i 11 lutego – Newark, New Jersey, USA – Prudential Center
- 13 lutego – East Rutherford, New Jersey, USA – Izod Center
- 15 lutego – Chicago, Illinois, USA – United Center
- 16 lutego – Auburn Hills, Michigan, USA – The Palace of Auburn Hills
- 18 lutego – New York City, Nowy Jork, USA – Madison Square Garden
- 19 lutego – Filadelfia, Pensylwania, USA – Wachovia Center
- 21 lutego – Waszyngton, USA – Verizon Center
- 22 lutego – Hartford, Connecticut, USA – XL Center
- 24 lutego – Montreal, Kanada – Bell Centre
- 25 i 26 lutego – Toronto, Kanada – Air Canada Centre